# جانو آنانیدزه
جانو آنانیدزه (گرجی: ჯანო ანანიძე؛ زادهٔ ۱۰ اکتبر ۱۹۹۲) بازیکن فوتبال اهل گرجستان است.
از تیم‌هایی که در آن‌ها بازی کرده‌است می‌توان به اسپارتاک مسکو، روستوف، و تیم ملی فوتبال گرجستان اشاره کرد.